# 西利西亞體育場
西利西亞體育場（英語：Silesian Stadium）是一座位於波蘭霍茹夫西里西亞公園的體育場。在2017年10月完成最近的翻新後，體育場全滿可以容納55,211人。
西利西亞體育場是一座歐洲足總第四類體育場。2028年歐洲田徑錦標賽將於此舉行。

## 外部連結
- 官方网站 （波蘭語）
- Stadium history （页面存档备份，存于） （波蘭語）

50°17′17.53″N 18°58′22.65″E / 50.2882028°N 18.9729583°E